# Ceroys cristatus
Ceroys cristatus är en insektsart som beskrevs av Ludwig Redtenbacher 1906. Ceroys cristatus ingår i släktet Ceroys och familjen Heteronemiidae. Inga underarter finns listade i Catalogue of Life.